# AkibaDog+
『AkibaDog+』（アキバドッグプラス）は、株式会社セカンドファクトリーが発行していたオンラインゲーム情報を扱う月刊のフリーペーパー。カタカナや『Akiba Dog Plus』と表記されることもある。判型はB5で、全36ページ、発行部数は1万部。2007年9月から2008年2月まで発行された。キャッチコピーは『ネットもリアルも遊びつくせ! オンラインゲームのオフラインマガジン!』。

## 概要
2007年9月に創刊準備号（Volume 00）を発行、東京ゲームショウ2007のサイカンゲームズブースで配布された。
同12月には創刊号（Volume 01）、Volume 02（15日発行）、03（28日発行）と立て続けに発行し、2008年1月31日発行の04から月刊化する。
しかしその直後発行元のセカンドファクトリーが事業整理対象になったことが影響し、同2月29日発行の05にて、リニューアルのために2か月休刊し、5月号から再開することを宣言した。
その後同5月1日付の編集部ブログにて、セカンドファクトリー撤退後も再開を目指して数社と交渉したが、金銭面で難しいとの理由から実現できなかったことを報告、事実上の廃刊となった。
創刊号以降の主な配布場所は「ADスクエア」（現・秋葉原ディアステージ）。この他、秋葉原のクレバリー、コミックとらのあな、TWO-TOP、メロンブックス、LaOXアソビットゲームシティなどで配布された。

## 連載等
- 巻頭特集
- レポマンコミック
イベントをコミック形式でレポート。
- オンラインゲーム NEWS RELEASE
新作オンラインゲームを紹介。
- プレレポ（K-twin）
オンラインゲームをプレイし、その詳細をレポート。
- コミック「秋葉のグルメ」（桃井涼太）
秋葉原のカフェ、レストランを紹介。
- コミック「ネットカフェ症候群」（暇）
- コラム「なりた の こじんてきな ざっき オフライン」（なりたのぶや）
- コラム「前川浩史の前川細腕繁盛記」
- コミック「ZeroFrontier」（へっぽこくん）
休刊のため未完となった。
- コラム「GameSpotは電気メイドの夢をみるか？」 (02 -)
- Net Radio "WindVoice" Information (02 -)
ラジオWindVoiceの紹介。03からはパーソナリティの成瀬未亜、新堂真弓のメッセージも寄せられた。創刊号にはインタビューを掲載。
- 投稿スクエア (04 -)

## 主なスタッフ
- 北條孝宏（編集長代理（- 03）、編集長（04 -））
- 林佑樹（ライター）